# Head Machine
Head Machine fue un efímero grupo de rock inglés, formado por el organista y cantante Ken Hensley en 1969, como continuación de The Gods.
El proyecto duró sólo ese año, aunque llegaron a editar un álbum de estudio. 
Hensley figura en los créditos del álbum bajo el seudónimo de "Ken Leslie", mientras que otros miembros aparecen con sus nombres modificados, como el bajista y vocalista John Glascock, que figura como "John Leadhen", o el baterista Lee Kerslake, que se hace llamar "Les Poole".
El álbum en cuestión se denominó Orgasm, y fue editado en 1970 en el Reino Unido por la compañía "Major Minor".
El proyecto Head Machine es principalmente recordado por su relación con Uriah Heep, aunque el álbum adquirió status de "disco de culto", entre los aficionados al hard rock y al rock psicodélico.

## Discografía
Head Machine (LP, 1970)
Lado A
1. Climax - You Tried to Take it All
2. Make the Feeling Last
3. You Must Come With Me
4. The Girl Who Loved, The Girl Who Loved

Lado B
1. Orgasm
2. The First Time
3. Scattering Seeds